# Ренс (Џорџија)
Ренс (енгл. Wrens) град је у америчкој савезној држави Џорџија. По попису становништва из 2010. у њему је живело 2.187 становника.

## Демографија
Према попису становништва из 2010. у граду је живело 2.187 становника, што је 127 (5,5%) становника мање него 2000. године.
| Група             | 2000.         | 2010.         |
| Белци             | 765 (33,1%)   | 679 (31,0%)   |
| Афроамериканци    | 1.508 (65,2%) | 1.414 (64,7%) |
| Азијати           | 4 (0,2%)      | 12 (0,5%)     |
| Хиспаноамериканци | 18 (0,8%)     | 55 (2,5%)     |
| Укупно            | 2.314         | 2.187         |